# Zapruddzie (sielsowiet Machawa)
Zapruddzie (biał. Запруддзе; ros. Запрудье) – wieś na Białorusi, w obwodzie mohylewskim, w rejonie mohylewskim, w sielsowiecie Machawa.